# Skenderevo (akumulacijsko jezero)
Skenderevo je malo akumulacijsko jezero u Bačkoj. Nalazi se na Telečkoj lesnoj visoravni s južne strane pruge Subotica - Bajmak, 13 km zapadno od Subotice, u blizini naselja Skendereva, na 324 m nadmorske visine. Srpastog je oblika. Pruža se u smjeru sjever - jug. U blizini je željeznička postaja Skenderevo. Sjeverozapadno je Gornji Tavankut, sjeverno je Donji Tavankut, a južno je Mišićevo. Zemljopisni položaj jezera je 46° 1' 23,487" sjeverne zemljopisne širine i 19° 28' 45,39" istočne zemljopisne dužine.

## Osobine
Površine je 38,6 hektara na gornjem dijelu rječice Krivaje. Ovo akumulacijsko jezero poribljeno je te je danas postalo omiljenim odredištem ribolovaca iz šire okolice. Tomu je osobito pridonijela zagađenost Palićkog jezera. Na ovom je jezeru preko stotinjak privatnih molova, djelo strastvenih ribolovaca. Poribljavano je u nekoliko navrata (konzumni šaran i amur). Planira se srediti okolinu jezera da bude mjestom za odmor i rekreaciju, putna infrastruktura te priprema ribolovačkih mjesta.
Voda u jezeru akumulirana je betonskom branom. Tako zaprema isti prostor koji je Krivaja zapremala u povijesnom koritu. Krivaja je izvorno bila još bogatija vodom, a nekad je na ovom dijelu povremeno bila širine od 30 do 100 metara, no povremeno je presušivala, kao i druge rječice u subotičkoj okolici.

## Fauna
Zabilježene su ove vrste: labud (Cygnus olor), liska (Fulica atra), gluhara (Anas platyrhynchos) te plovke (Anatinae), vidra (Lutra lutra), jazavac (Meles meles), barske koke (Gallinula), barski pijetli (Rallus), sjeverni ili morski gnjurac (Gavia arctica), mali ronac (Mergus albellus), krivokljun (Gavia stellata) i dr.

## Vanjske poveznice
Subotica - Poribljavanje jezera Skenderevo[neaktivna poveznica]
Panorama jezera Skenderovo  Arhivirana inačica izvorne stranice od 24. listopada 2016. (Wayback Machine)